# Grand Rapids (Ohio)
Grand Rapids es una villa ubicada en el condado de Wood en el estado estadounidense de Ohio. En el Censo de 2010 tenía una población de 965 habitantes y una densidad poblacional de 385,3 personas por km².

## Geografía
Grand Rapids se encuentra ubicada en las coordenadas 41°24′4″N 83°51′59″O / 41.40111, -83.86639. Según la Oficina del Censo de los Estados Unidos, Grand Rapids tiene una superficie total de 2.5 km², de la cual 2.28 km² corresponden a tierra firme y (9.1%) 0.23 km² es agua.

## Demografía
Según el censo de 2010, había 965 personas residiendo en Grand Rapids. La densidad de población era de 385,3 hab./km². De los 965 habitantes, Grand Rapids estaba compuesto por el 96.48% blancos, el 0.52% eran afroamericanos, el 0.21% eran amerindios, el 0.1% eran asiáticos, el 0% eran isleños del Pacífico, el 0.83% eran de otras razas y el 1.87% pertenecían a dos o más razas. Del total de la población el 3.94% eran hispanos o latinos de cualquier raza.